# 쓰시마 야생생물 보호센터

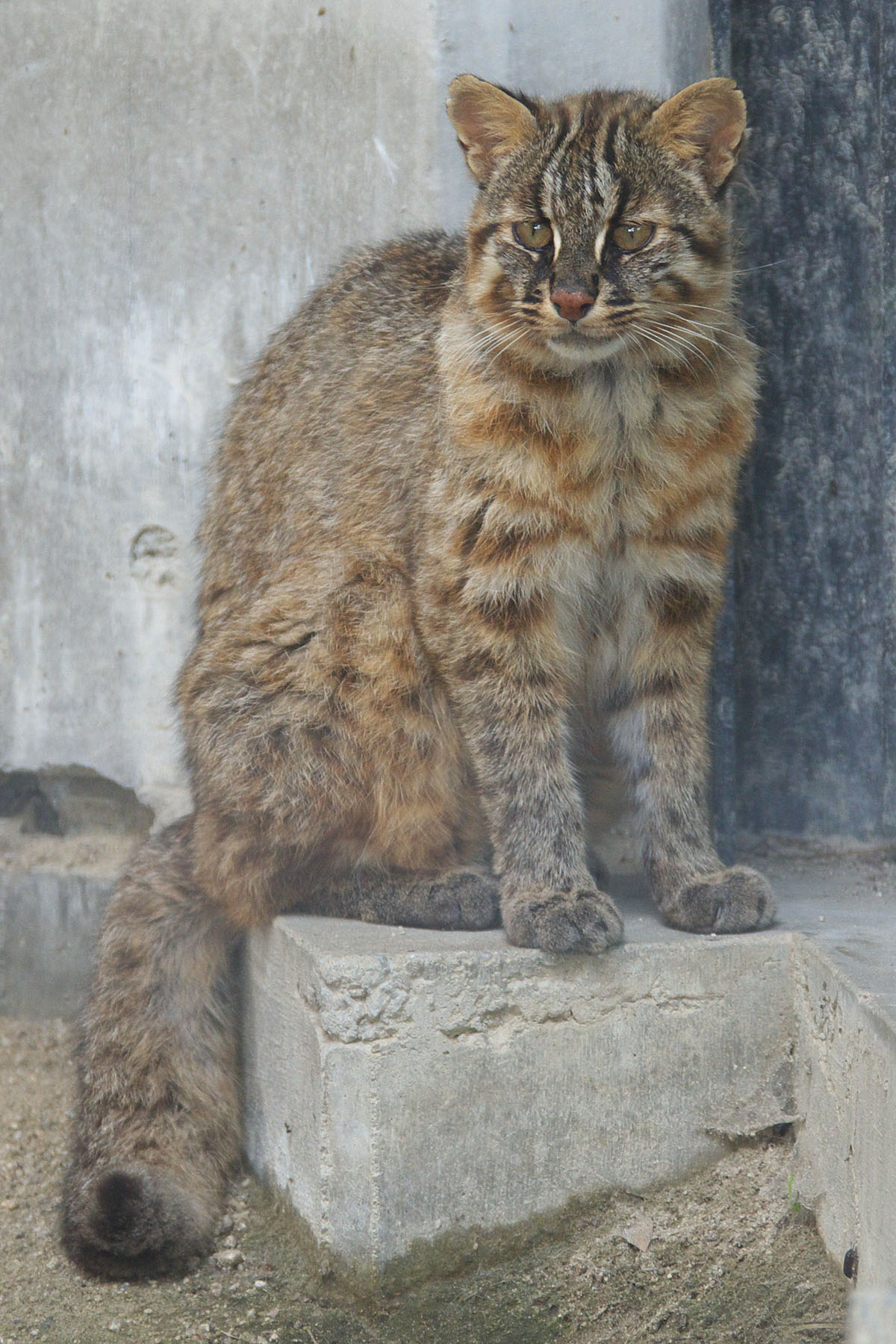
쓰시마삵(야마네코)의 실제 모습. 현재 이 살쾡이는 멸종 수순을 밟는 중이라 쓰시마시 당국에서 보호하려고 노력중에 있다. 외모는 한국식 토종 삵과 많이 닮은 편.

쓰시마 야생생물 보호센터(対馬野生生物保護センター)는 나가사키현 쓰시마시 가마아카타정에 설치되어 있는 야생생물 보호센터이다. 그러나 이 야생생물 보호센터는 일본 환경성이 직접 관장하고 있어, 별칭은 야마네코 센터이기도 하다.
이와 같이 쓰시마삵(야마네코)을 비롯하여, 쓰시마섬에 소재하고 있는 모든 야생 생물들을 총괄적으로 보호하고 있는 시설이지만, 1997년에 이 보호센터가 발족되었다.